# Joachim Lell
Joachim Lell (* 5. Februar 1916 in Heidenheim an der Brenz; † 11. November 1993 in Bensheim) war ein deutscher evangelisch-lutherischer Theologe und langjähriger Leiter des Konfessionskundlichen Instituts in Bensheim.
Nach seinem Vikariat in Ulm war Lell ab 1952 Pfarrer in Stuttgart. Am 1. November 1957 übernahm er das Amt des Bundesdirektors des Evangelischen Bundes, womit eine Mitarbeit im Konfessionskundlichen Institut des Bundes in Bensheim verbunden war. 1963 gab sein Vorgänger als Bundesdirektor, Wolfgang Sucker, der als Institutsleiter seit 1957 nur noch nebenamtlich tätig war, auch die Leitung an Lell ab, die dieser bis zur Pensionierung 1981 innehatte. 
Lell veröffentlichte zahlreiche Bücher und Aufsätze zu Themen der Konfessionskunde und Ökumenischen Theologie und war in vielen Gremien tätig, unter anderem der Catholica-Konferenz der EKD. Mit dem Sozialwissenschaftler Ferdinand W. Menne (* 1941) gab er 1976 die Schrift Religiöse Gruppen heraus. 1968 zeichnete ihn die Evangelisch-Theologische Fakultät der Eberhard Karls Universität Tübingen mit der Ehrendoktorwürde aus. Ab 1980 hatte er einen Lehrauftrag an der Johannes Gutenberg-Universität Mainz und wurde 1985 zum Honorarprofessor ernannt.

## Schriften (Auswahl)
- als Hrsg.: Erneuerung der einen Kirche. Arbeiten aus Kirchengeschichte und Konfessionskunde. Heinrich Bornkamm zum 65. Geburtstag. Vandenhoeck & Ruprecht, Göttingen 1966.
- Mischehen? Die Ehe im evangelisch-katholischen Spannungsfeld. Siebenstern, Hamburg 1967.
- mit Ferdinand W. Menne: Religiöse Gruppen. Alternativen in Großkirchen und Gesellschaft. Patmos, Düsseldorf 1976; 2. Auflage 1977.